# Elliðaey
Elliðaey is een klein eiland ten zuiden van IJsland. Het is het meest noordoostelijke eiland van Vestmannaeyjar (Westmaneilanden), een archipel bestaande uit 15 tot 18 eilanden en diverse kleinere rotsen, ontstaan door vulkanisme. Er wordt aangenomen dat het eiland niet meer dan 5.000-6.000 jaar oud is.
Het heeft een oppervlakte van 0,45 km² en is daarmee het op twee na grootste eiland van de eilandengroep. In het noorden, Hábarð geheten, ligt het 114 meter boven zeeniveau. Het eiland is 6,4 km van het vasteland van IJsland verwijderd en alleen per boot of helikopter te bereiken. Op boottochten vanaf het hoofdeiland Heimaey kan het eiland bezichtigd, maar niet bezocht worden.
Er is geen permanente bewoning meer. Tot 300 jaar geleden woonden er vijf families die er leefden door vee te fokken, te vissen en te jagen op papegaaiduikers. Om op deze vogels te kunnen blijven jagen, bouwde de Elliðaey Hunting Association er in 1953 een jachthuis, het enige gebouw op het eiland. Alleen leden van de Icelandic Hunting Club hebben toegang tot het huis.
Ondanks een wijdverbreide misvatting onder fans woont de IJslandse zangeres Björk niet op het eiland. Deze misvatting komt voort uit een toespraak van de voormalige IJslandse premier Davíð Oddsson, die in 2000 zei bereid te zijn Björk gratis te laten wonen op een eiland met dezelfde naam in de Breiðafjörður. De zangeres is echter nooit ingegaan op het aanbod en heeft ook geen connectie met Vestmannaeyjar.